# Беспаловка (Северо-Казахстанская область)
Беспаловка (каз. Беспаловка) — упразднённое село в районе имени Габита Мусрепова Северо-Казахстанской области Казахстана. Упразднено в 2018 г. Входило в состав Андреевского сельского округа. Код КАТО — 596633200.

## География
Расположено около озера Алаколь.

## Население
В 1999 году население села составляла 224 человека (122 мужчины и 102 женщины). По данным переписи 2009 года, в селе проживало 100 человек (55 мужчин и 45 женщин).